# Эр-Рияд (административный округ)
Эр-Рия́д (араб. الرياض‎) — административный район (ранее провинция или минтака) в центре Саудовской Аравии.
- Административный центр — город Эр-Рияд, который также является столицей страны.
- Площадь — 404 240 км², население — 6 777 146 человек (2010 год).

## География
На северо-востоке и востоке граничит с административным округом Эш-Шаркия (ранее — Восточная провинция), на юге с административным округом Наджран, на юго-западе с административным округом Асир, на западе с административными округами Мекка и Медина, на северо-западе с административными округами Эль-Касим и Хаиль.

## История

### В составе Халифата
В домусульманские времена на территории Неджда, куда входит и нынешняя провинция Эр-Рияд, обитали представители арабских племён Бану Ханифа, Бану Кааб, Бану Тамим и др. В результате возникновения ислама и последующих мусульманских завоеваний эти земли вошли в состав Халифата. После смерти Мухаммеда в 632 году государством правили праведные халифы — Абу Бакр, Умар, Усман и Али. Позднее на смену им пришли династии Омейядов (661—750) и Аббасидов (750—1258). Упадок могущества халифата в IX—X веках привёл к выходу многих регионов из под контроля халифа. В Аравии начался период феодальной раздробленности и власти местных эмиров из различных племён.

### Первое саудовское государство
В 1744 году возник Дирийский эмират — первое саудовское государство, созданное Мухаммадом ибн Абд аль-Ваххабом и Мухаммадом ибн Саудом. Столицей эмирата стал город Эд-Диръия, ныне находящийся в провинции Эр-Рияд. Государство Саудитов продолжало расширяться под управлением потомков основателя, пока в 1811 году против них не выступил Мухаммед Али Египетский, вассал османского султана. Его армия в 1813 году отбила у Саудитов Хиджаз. В последующие годы Саудиты потеряли контроль над Оманом, Бахрейном и частью Тихамы. Череда поражений к 1817 году привела к утрате контроля над центральным Недждом, а уже в следующем году пала и Эд-Диръия.

### Второе саудовское государство
На оставшейся без управления территории начался хаос. По мере усугубления политических бедствий начал возрастать авторитет уцелевших Саудитов. В итоге главой нового государства стал Турки ибн Абдуллах, представитель боковой ветви династии. В 1823 году Эр-Рияд стал столицей новоявленного эмирата Неджд. В 1834 году, после смерти Турки, эмиром стал его сын Фейсал. Обеспокоенные усилением эмирата египтяне в 1838 году осуществили новую экспедицию в Аравию. После непродолжительного единоличного управления покорённой территорией командовавший войсками Хуршид-паша поставил во главе эмирата лояльного члена дома Саудидов — эмира Халида.
В 1840 году египтяне освободили из плена эмира Фейсала, который после ожесточённой борьбы утвердился в 1843 году в столице эмирата. Признав себя вассалом османского султана, эмир приступил к очередному покорению Центральной и Восточной Аравии. Эмират Джебель-Шаммар охотно признал сюзеренитет Фейсала, сохранив своё самоуправление и направив собственную экспансию в сторону Северной Аравии. Однако владельцы Эль-Касима и Бахрейна доставили Саудидам массу неприятностей.
Фейсал разделил управление эмиратом между тремя сыновьями — Абдаллахом, Саудом и Мухаммедом. После смерти эмира в 1865 году началась междоусобная борьба, в которую оказались втянуты почти все государственные образования Восточной Аравии, Османская империя и Великобритания. Абдаллах обратился за помощью к правителю Багдада Мидхат-паше, что послужило официальным предлогом для османской оккупации Эль-Хасы в 1871 году. В 1880-х годах в борьбу за власть в Аравии вмешались правившие в Джебель-Шаммаре Рашидиды, которые к 1890-м годам стали бесспорными правителями Центральной Аравии.

### Третье саудовское государство
В 1902 году потомок саудовских правителей Абдул-Азиз обратился к эмиру Кувейта за помощью в организации набега на Джебель-Шаммар. Эмир Кувейта, находившийся в конфликте с правившими в Рашидидами, предоставил людей и оружие. В результате дерзкого рейда Абдул-Азиз захватил Эр-Рияд и провозгласил себя эмиром Неджда и Хасы. В последующие годы под контроль Абдул-Азиза перешли регионы Эль-Касим, Эль-Хаса и Эль-Катиф.
Во время Первой мировой войны, в 1915 году Абдул-Азиз заключил договор с британцами и обязался не атаковать находящиеся под их защитой государства на побережье Персидского залива. После войны на арабских землях бывшей Османской империи возникло королевство Хиджаз (королевство), которое претендовало на объединение арабов под своим знаменем. В 1919 году хиджазские войска двинулись в пограничные районы Неджда, но были разбиты. К 1921 году Абдул-Азиз окончательно разгромил Джебель-Шаммар и присоединил его земли, провозгласив себя султаном Неджда.
В 1922 году был подписан Укайрский договор, установивший северо-восточные границы нового государства, согласно которому были образованы саудовско-иракская нейтральная зона и саудовско-кувейтская нейтральная зона. В марте 1924 года король Хиджаза Хусейн ибн Али провозгласил себя новым халифом. Великобритания не поддержала устремления Хусейна, и в результате последовавшей войны в 1924—1925 годах Хиджаз был завоёван султанатом Неджд. После того, как Абдул-Азиз короновался как король Хиджаза (1926) и король Неджда (1927), объединённое государство получило название Неджд и Хиджаз. 23 сентября 1932 года регионы Неджд, Хиджаз, Эль-Хаса и Катиф были объединены в новое единое королевство, получившее название Саудовская Аравия.

### В составе Саудовской Аравии
Ныне провинция (минтака) Эр-Рияд является одной из 13 административных округов Саудовской Аравии и находится под управлением представителя семейства Саудидов. Центром провинции является Эр-Рияд — крупнейший город и столица королевства, в котором обитает большинство жителей региона.

## Административное деление

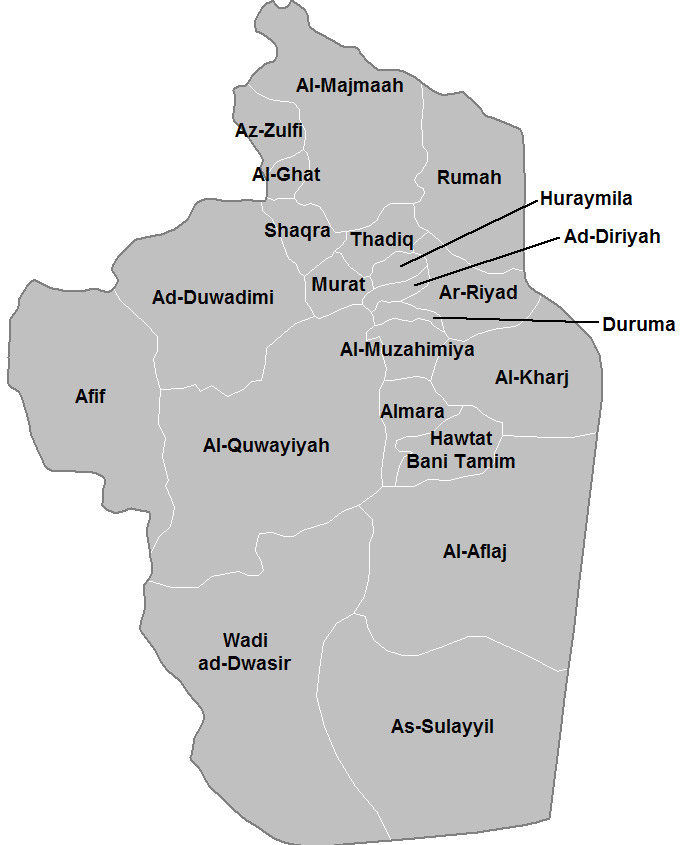
Внутреннее деление административного округа.

Административный округ делится на 20 мухафаз (в скобках население на 2010 год):
1. Эр-Рияд (5 254 560)
2. Эд-Диръия (73 668)
3. Эль-Хардж (376 325)
4. Эд-Давадими (217 305)
5. Эль-Маджмаа (133 285)
6. Эль-Кувайия (126 161)
7. Вади-эд-Давасир (106 152)
8. Эль-Афладж (68 201)
9. Эз-Зульфи (69 201)
10. Шакра (40 541)
11. Хаутат-Бани-Тамим (43 300)
12. Афиф (77 978)
13. Эс-Сулайиль (36 383)
14. Дурума (24 429)
15. Эль-Музахимия (39 865)
16. Румах (28 055)
17. Садик (17 165)
18. Хураймила (15 324)
19. Эль-Харик (14 750)
20. Эль-Гат (14 405)

## Администрация
Во главе административного округа стоит наместник с титулом эмира, назначаемый королём из числа принцев династии Саудитов.

### Эмиры
Эмиры минтаки (губернаторы провинции):
- 1929—1936: Мухаммад бин Саад бин Заид
- 1937—1947: принц Нассер ибн Абдул-Азиз Аль Сауд, сын короля Абдул-Азиза.
- 1947—1952: принц Султан ибн Абдул-Азиз Аль Сауд, сын короля Абдул-Азиза.
- 1953—1955: принц Наиф ибн Абдул-Азиз Аль Сауд, сын короля Абдул-Азиза (с 1952 — заместитель).
- 1955—1960: принц Салман ибн Абдул-Азиз Аль Сауд, сын короля Абдул-Азиза (с 1954 — заместитель).
  - 1960—1960: заместитель принц Турки II ибн Абдул-Азиз Аль Сауд, сын короля Абдул-Азиза.
- 1961—1963: принц Фавваз ибн Абдул-Азиз Аль Сауд, сын короля Абдул-Азиза.
- 1963—1963: принц Бадр ибн Сауд Аль Сауд, сын короля Сауда.
- 1963—2011: принц Сальман ибн Абдул Азиз Аль Сауд (2-й раз), сын короля Абдул-Азиза.
- 2011—2013: принц Саттам ибн Абдул-Азиз Аль Сауд, сын короля Абдул-Азиза.
- 2013—2014: принц Халид ибн Бандар Аль Сауд, сын короля Абдул-Азиза.
- 2014—2015: принц Турки ибн Абдалла Аль Сауд, сын короля Абдаллы.
- 2015 — н. в.: принц Фейсал ибн Бандар Аль Сауд, внук короля Абдул-Азиза.